# コップ座デルタ星
コップ座δ星(δ Crt, δ Crateris)は、コップ座で最も明るい恒星である。橙色巨星。